# قسم غندمان الريفي (مقاطعة بروجن)
قسم غندمان الريفي (بالفارسية: دهستان گندمان) هي منطقة ريفية تقع في إيران في ناحية غندمان. يقدر عدد سكانها بـ 5,128 نسمة .